# Benedito, o Mouro
São Benedito, o Negro (ordem OFM Cap), conhecido também como São Benedito, o Mouro (cor escura da pele); Benedito, o Africano; Benedito de Palermo (São Fratello, Sicília, 31 de março de 1526 - Palermo, 4 de abril de 1589), é um santo católico, que possui duas versões históricas: na primeira delas, teria sido um italiano descendente de africanos escravizados na Etiópia; em outra, teria sido um mouro islâmico escravizado ao norte da África, acontecimento comum no sul da Itália na época.
Em Portugal, é venerado desde o século XVI como parte das Devoções Negras.

## História
Benedito Manasceri nasceu no Vilarejo de São Fratello na Ilha da Sicília  em 1526 e filho de dois escravos vindos da Etiópia,  Diana Larcan Manasceri e Cristóvão Manasceri. Seu pai e sua mãe receberam o sobrenome de seus patrões ao serem comprados e após se casarem em uma cerimônia de casamento cristão católico e quando Benedito fora batizado também herdou o sobrenome Manasceri dos patrões de seus pais e também seus padrinhos de batismo e tempo depois toda sua família foi alforriada.
Aos 18 anos de idade, decidiu viver entre os monges eremitas convidado por Jerônimo Lanza, um eremita da ordem dos franciscanos e aos 21 anos consagrou sua vida ao serviço religioso. Benedito aceitou, fazendo votos de pobreza, obediência e castidade. Assim caminhava descalço pelas ruas e dormia no chão sem cobertas. Sendo muito procurado pelo povo, que desejava ouvir conselhos e pedir-lhe orações.
Cumprindo seu voto de obediência, depois de 17 anos entre os eremitas, foi designado para ser cozinheiro no Convento dos Capuchinhos. Sua piedade, sabedoria e santidade levaram seus irmãos de comunidade a elegê-lo Superior do Mosteiro, apesar de analfabeto e leigo (sem ordenação de sacerdote). Seus irmãos o consideravam iluminado pelo Espírito Santo, pois fazia muitas profecias. Ao terminar o tempo determinado como Superior, reassumiu as atividades na cozinha do convento.
São Benedito morreu aos 63 anos, no dia 4 de abril de 1589, em Palermo (Itália). Na porta de sua cela, no Convento de Santa Maria de Jesus de Palermo, encontra-se uma placa com a inscrição em italiano indicando que era a Cela de São Benedito e, embaixo, as datas 1524-1589, indicando o nascimento e falecimento. Alguns autores indicam 1526 como o ano de seu nascimento, mas os Frades do Convento de Santa Maria de Jesus consideram que a data certa é 1524.

## Veneração
Em Portugal, São Benedito (venerado desde o século XVI) e outros, como Nossa Senhora do Rosário, Santo Antônio de Categeró, Santa Ifigênia e Santo Elesbão, são parte das "devoções negras" – entre os séculos XVI a XVIII, milhares de africanos foram trazidos ao país na condição de escravos. Na localidade de Coval, no concelho de Santa Comba Dão, todo ano a seguir à Páscoa, há uma missa e festa em honra ao santo.

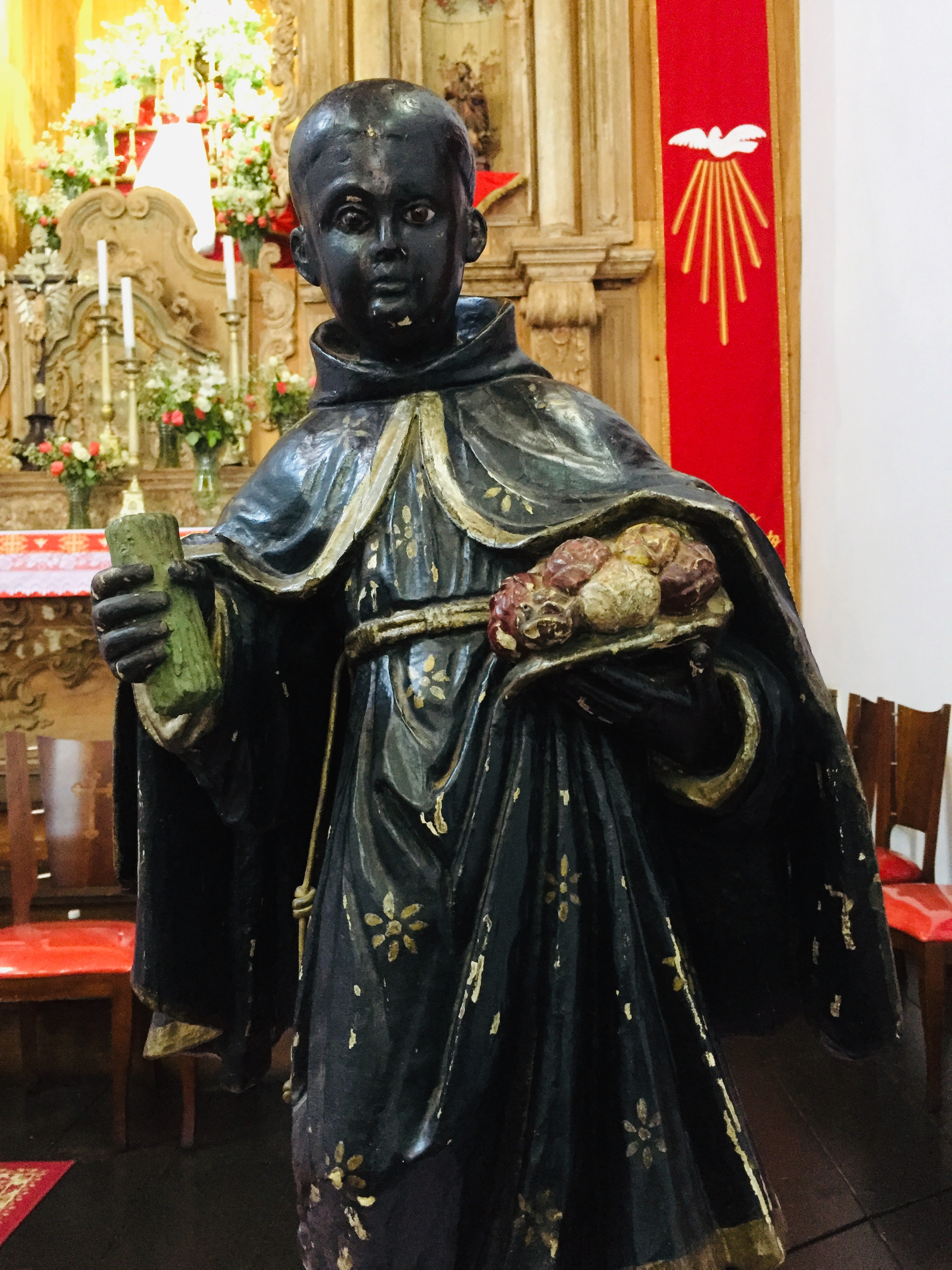
Imagem de São Benedito, peça barroca do século XVIII, pertencente a Irmandade São Benedito, venerada no Juizado na Igreja Matriz de Pirenópolis

No Brasil, o santo é tradicionalmente venerado pelos negros, que relacionam o período de escravidão e a origem africana do santo com o seu próprio passado de escravidão e suas raízes africanas. Em Guaratinguetá, desde 1726, há cavalaria em louvor a São Benedito, tradicionalmente no domingo de Páscoa. Desde 1798, em dezembro ocorre a Festividade de São Benedito no município paraense de Bragança.
No final do século XVIII em Pirenópolis, foi criada e estabelecida na  Igreja do Rosário dos Pretos uma Irmandade de São Benedito. A Irmandade de São Benedito, realizava nos moldes do Reinado da Irmandade de Nossa Senhora do Rosário dos Pretos, a Festa do Juizado de São Benedito, que anualmente era realizada no dia 03 de abril naquela igreja, e sempre realizada solenemente pelo Capelão da Irmandade, ou seja, um dos vigários da Freguesia de Nossa Senhora do Rosário de Meya Ponte. Neste momento, assim como nos dias atuais, contava com a parte folclórica da congada, Banda de Couro e demais costumes africanos, tradições que a Irmandade do Rosário e a de São Benedito mantinham na Igreja do Rosário, folguedos que hoje, são realizados dentro das celebrações da Festa do Divino, e concentram grande número de populares, sobretudo após a Missa em louvor ao Santo padroeiro, quando se começa a parte folclórica.
Em Manaus, é venerado pelos descendentes negros vindos do Estado do Maranhão, fundando o Quilombo de São Benedito situado no bairro Praça 14 de Janeiro há 128 anos (2° quilombo urbano do Brasil).
Na Lapa (PR), o Santo é venerado no dia 26 de dezembro, sendo feriado municipal, já que São Benedito é co-padroeiro da cidade. A história conta que após o Natal dos senhores, no dia 25, os escravos da região celebravam o seu Natal no outro dia. Era a tradicional veneração do “Santo Negro”, dia santo de guarda para os escravos. A cidade abriga ainda o Santuário de São Benedito, considerado o maior santuário do mundo dedicado ao Santo.
Em 24 de maio de 1807, Benedito foi canonizado pelo papa Pio VII, passando então a ser São Benedito.
Em Bragança - PA, o Santo é homenageado no dia 26 de Dezembro de cada ano com grande festividade popular denominada de "Marujada".
Em  Beneditinos (PI), o Santo é homenageado no período de 22 de Outubro a 1 de Novembro, quando ocorre o festejo, dado que seu santo padroeiro é São Benedito.

### No Brasil
Na Região Norte do Brasil ocorre várias celebrações: no município de Manaus (Amazonas), é venerado pelos descendentes negros vindos do Estado do Maranhão, fundando o Quilombo de São Benedito situado no bairro Praça 14 de Janeiro em 1914  (2° quilombo urbano do Brasil); No município de Bragança (Pará), no mês de dezembro desde o ano de 1798 ocorre o festejo popular de São Benedito.

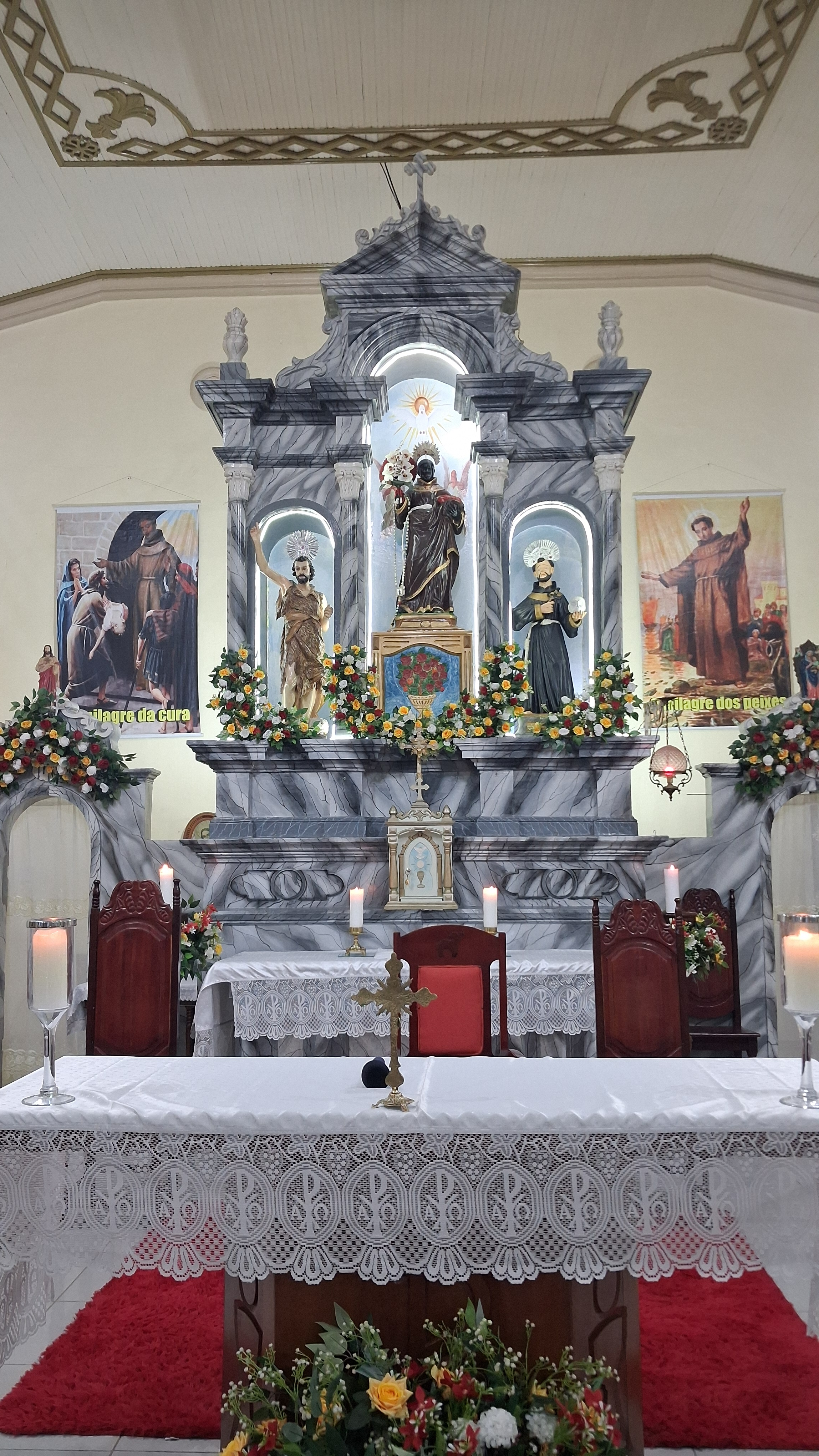
Imagem do altar da igreja matriz da Área Pastoral São Benedito na Diocese de Cametá-PA

No município de Cametá (Pará), no dia 5 de Outubro é comemorado o dia de São Benedito que tem na cidade um bairro em sua homenagem, no bairro de São Benedito está localizado a Igreja Matriz da Área Pastoral São Benedito onde se tem uma grande devoção ao santo, tendo sempre uma grande multidão em suas festividades e procissões. São Benedito em Cametá é um grande padroeiro, reconhecido por sua humildade e sempre em busca de ajudar os mais necessitados.  
No município da Lapa (Paraná), o Santo é venerado no dia 26 de dezembro, sendo feriado municipal, já que São Benedito é co-padroeiro da cidade. A história conta que após o Natal dos senhores, no dia 25, os escravos da região celebravam o seu Natal no outro dia. Era a tradicional veneração do “Santo Negro”, dia santo de guarda para os escravos. A cidade abriga ainda o Santuário de São Benedito, considerado o maior santuário do mundo dedicado ao Santo.
Na cidade de Angra dos Reis, ainda no antigo Convento de São Bernardino de Sena datado do ano de 1652, começou a Irmandade e a devoção a São Benedito mesmo sem ter sido canonizado oficialmente pela Igreja Católica.  Com a ruína do Convento antigo e a construção de um novo em 1758 com inauguração em 1763, a Irmandade se transferiu para as novas instalações e assim começou as pomposas festas e a oficialização da Irmandade com assinatura de seu estatuto, resistindo até os dias de hoje, tendo se transferido para a Igreja de Santa Luzia na década de 1940, após a ruína do novo Convento e abandono do mesmo pelos frades franciscanos. A Irmandade tem a função de manter viva a devoção a São Benedito, considerado o segundo padroeiro da cidade. Ainda nos tempos da escravidão a Irmandade anualmente arrecadava recursos durante a festa para comprar cartas de alforrias para seus irmãos e irmãs escravizados. Sua Festa é realizada na Segunda-feira após o Domingo de Páscoa por questões históricas, era o dia que o senhores concediam de descanso aos seus escravos, após os árduos trabalhos durante toda a Semana Santa. A Festa conta como sinal indicativo de início, a subida dos mastro no Domingo de Ramos, entrega das insígnias aos festeiro, aos novos irmãos e irmãs da Irmandade e coroação do rei e da rainha no Domingo de Páscoa, a Festa propriamente dita na Segunda-feira, e descida no mastro no Domingo seguinte,  segundo Domingo da Páscoa, conhecido como Domingo da Pascoela. Em 2007 a Irmandade foi inventariada e registrada pelo IPHAN e no ano de 2024, graças a indicação da deputada estadual Célia Jordão a Festa foi considerada Patrimônio Imaterial do Estado do Rio de Janeiro. Portando a Irmandade e a Festa de São Benedito de Angra dos Reis, é uma das manifestações religiosas de homenagem ao santo, mais antigas do Rio de Janeiro e do Brasil, estando atrás somente da Imperial Irmandade de Nossa Senhora do Rosário e São Benedito dos Homens Pretos, da capital do Rio de Janeiro, fundada em 1640.
No distrito de Botafogo, em Itapissuma, no estado de Pernambuco, a Área Pastoral de São Benedito celebra o santo padroeiro no final de setembro e início de Outubro.
Em Macapá São Benedito - O Glorioso é comemorado em Setembro (Ou no Primeiro Domingo de Setembro ou Segundo Domingo de Setembro) na cidade de Macapá, do estado do Amapá, no Bairro do Laguinho, um bairro bem tradicional do Estado.

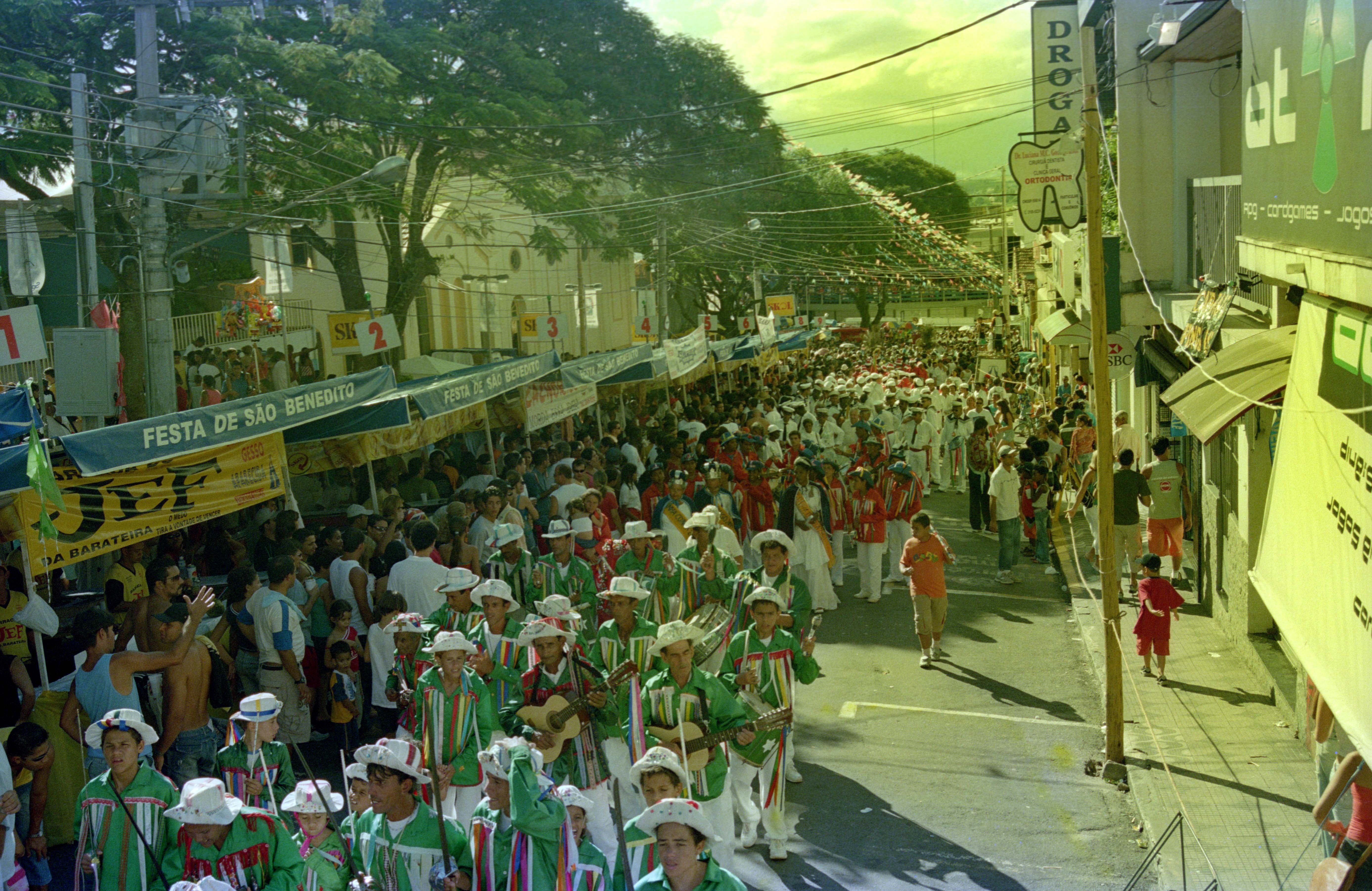
Festa de São Benedito em Aparecida, São Paulo

Em São Gonçalo do Amarante (Rio Grande do Norte) o santo é comemorado em 29 de outubro.
Em Gurupá São Benedito é comemorado em Dezembro.
- Igreja do Rosário dos Pretos
- Irmandade de São Benedito
- Festa do Divino de Pirenópolis

Em Aparecida, São Paulo, há também uma celebração anual de São Benedito.
Em Machado, Minas Gerais, em agosto acontece a centenária Festa de São Benedito, patrimônio cultural imaterial do município com congadas e novena. [12]